# Paul Francke (Fußballspieler)
Paul Francke († zwischen 1914 und 1918) war ein deutscher Fußballspieler und gehörte zu den Gründungsmitgliedern des FC Bayern München.

## Karriere
Francke war für Wacker Leipzig als Fußballer aktiv, bevor er zur Fußballabteilung des MTV München von 1879 gelangte. Er gehörte zu jenen elf Männern, die sich unter der Führung von Franz John am 27. Februar 1900 in der Gaststätte Gisela von der Fußballabteilung des MTV München 1879 lossagten und den FC Bayern München gründeten. Er wurde zum ersten Mannschaftskapitän gewählt und war in dieser Funktion auch für das Training und die Aufstellung verantwortlich. Dadurch war er der erste (Spieler-)Trainer des FC Bayern Münchens.
Er gehörte zu jenen Spielern, die die ersten vier von sechs Freundschaftsspiele im Jahr 1900 bestritten; er kam im ersten Spiel des FC Bayern München, der im März 1900 gegen den 1. Münchner FC 1896 mit 5:2 gewann, zum Einsatz. Dabei verwandelte er durch Wind unterstützt einen Eckball direkt. Ebenso kam er auch am 1. April 1900 beim 7:1-Sieg bei der Fußballabteilung des MTV München 1879, am 15. April 1900 beim 15:0-Sieg beim FC Nordstern 1896 München und am 22. April 1900 beim 12:1-Sieg beim FC Bavaria 1899 München zum Einsatz.
Noch vor Ablauf des Jahres 1900 kehrte er nach Leipzig zurück – Kapitän der Mannschaft wurde Erich Weber – und war erneut für Wacker Leipzig aktiv. Mit den Leipzigern gewann er zweimal die Mitteldeutsche Meisterschaft. 1901/02 wurde er mit Wacker erster Mitteldeutscher Meister noch ohne anschließender Ausspielung eines Deutschen Meisters. Es folgten zweite und einmal ein dritter Platz in der Mitteldeutschen Meisterschaft. 1907/08 wurde dann nach dem Gewinn des Mitteldeutschen Meisters der Deutsche Meister, an welcher er zumindest als Startspieler nicht teilnahm, ermittelt. Im Halbfinale gab es für Wacker Leipzig eine Niederlage gegen den späteren Deutschen Meister Berliner TuFC Viktoria 89.
Francke fiel im Ersten Weltkrieg.
1904 hatte er in einem Leserbrief die Platzverhältnisse gerügt.

## Erfolge
- Mitteldeutscher Meister 1902, 1908
- Nordwestsächsischer Meister 1902, 1908